# Гантінгтон Тауншип (округ Адамс, Пенсільванія)
Гантінгтон Тауншип (англ. Huntington Township) — селище (англ. township) в США, в окрузі Адамс штату Пенсільванія. Населення — 2395 осіб (2020).

## Демографія
Згідно з переписом 2010 року, у селищі мешкало 2369 осіб у 895 домогосподарствах у складі 678 родин. Було 966 помешкань
Расовий склад населення:
| - 95,4 % — білих - 0,8 % — азіатів - 0,5 % — чорних або афроамериканців - 0,4 % — корінних американців - 1,6 % — осіб інших рас |

До двох чи більше рас належало 1,3 %. Частка іспаномовних становила 5,7 % від усіх жителів.
За віковим діапазоном населення розподілялося таким чином: 23,4 % — особи молодші 18 років, 62,0 % — особи у віці 18—64 років, 14,6 % — особи у віці 65 років та старші. Медіана віку мешканця становила 41,3 року. На 100 осіб жіночої статі у селищі припадало 101,3 чоловіків;  на 100 жінок у віці від 18 років та старших — 102,7 чоловіків також старших 18 років.
Середній дохід на одне домашнє господарство  становив 69 202 долари США (медіана — 53 152), а середній дохід на одну сім'ю — 81 625 доларів (медіана — 75 089). Медіана доходів становила 51 763 долари для чоловіків та 38 063 долари для жінок. За межею бідності перебувало 10,5 % осіб, у тому числі 10,0 % дітей у віці до 18 років та 4,3 % осіб у віці 65 років та старших.
Цивільне працевлаштоване населення становило 1068 осіб. Основні галузі зайнятості: виробництво — 22,0 %, освіта, охорона здоров'я та соціальна допомога — 22,0 %, роздрібна торгівля — 12,0 %, будівництво — 7,2 %.